# Baron Acton
Baroneci Acton of Aldenham
- 1644–1659: Edward Acton, 1. baronet
- 1659–1665: Walter Acton, 2. baronet
- 1665–1716: Edward Acton, 3. baronet
- 1716–1732: Whitmore Acton, 4. baronet
- 1732–1791: Richard Acton, 5. baronet
- 1791–1811: John Francis Edward Acton, 6. baronet
- 1811–1837: Ferdinand Richard Edward Dalberg-Acton, 7. baronet
- 1837–1902: John Emerich Edward Dalberg-Acton, 8. baronet

Baronowie Acton 1. kreacji (parostwo Zjednoczonego Królestwa)
- 1869–1902: John Emerich Edward Dalberg-Acton, 1. baron Acton
- 1902–1924: Richard Maximilian Lyon-Dalberg-Acton, 2. baron Acton
- 1924–1989: John Emerich Henry Lyon-Dalberg-Acton, 3. baron Acton
- 1989–2010: Richard Gerald Lyon-Dalberg-Acton, 4. baron Acton
- 2010 -: John Charles Ferdinand Harold Lyon-Dalberg-Acton, 5. baron Acton